# Emshochwasser 1946

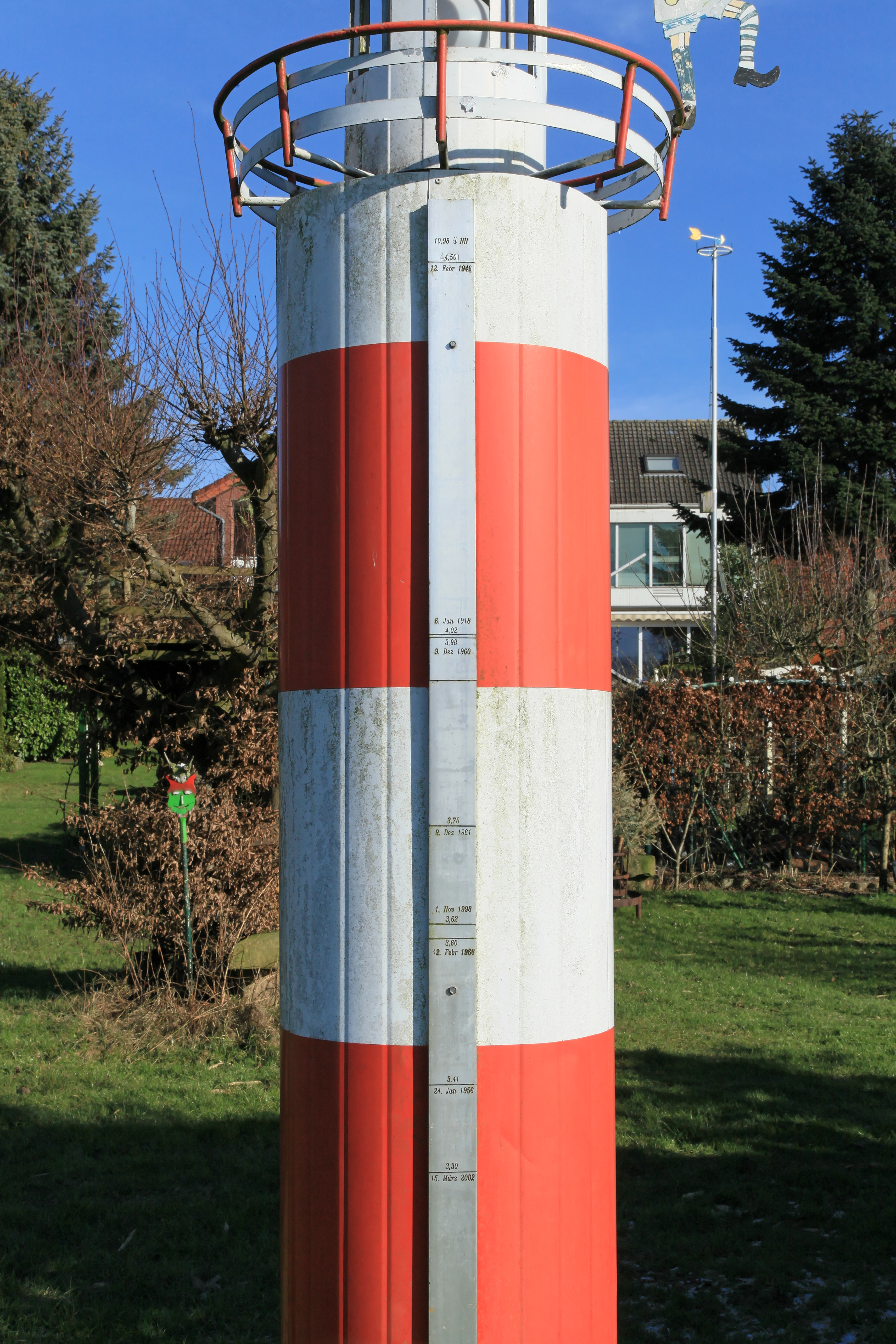
Hochwassersäule in Haren (Ems). Der Abstand des höchsten angezeigten Pegelstandes (1946) zum zweithöchsten (1918) ist groß.

Das Emshochwasser 1946 war ein Hochwasserereignis im Februar 1946, das das Einzugsgebiet der Ems und der Vechte betraf. Es wurde, wie das zeitgleiche Weserhochwasser 1946, durch ergiebige Regengüsse verursacht. Das Ems-Hochwasser in der Zeit um den 9. Februar 1946 war eine der schwersten Hochwasserkatastrophen im Binnenland des Ems-Einzugsgebiets.
Im Jahr 2005 bewertete der Niedersächsische Landesbetrieb für Wasserwirtschaft, Küsten- und Naturschutz (NLWKN) das Hochwasser folgendermaßen: „In den letzten 100 Jahren war das Hochwasser von 1946 das Einzige, was [sic!] in die Kategorie »extreme Überschwemmungen« einzuordnen war.“ In Nordrhein-Westfalen übertrafen im Jahr 2021 die Auswirkungen des Hochwassers im Einzugsgebiet der Ahr, der Erft, der Rur und der Ruhr die des Hochwassers von 1946.

## Räumliche Ausdehnung des gesamten Hochwasserereignisses
Von der zugrunde liegenden Wetterlage (siehe #Ursachen der Hochwasserkatastrophe) waren im Februar 1946 neben den Einzugsgebieten der Ems und der Vechte besonders das Fulda-, Eder- und Schwalmgebiet, das Tal der Ober- und der Mittelweser, einige Nebenflüsse der oberen Weser und Diemel, Emmer und Werre, die Allerniederung unterhalb der Okermündung sowie die Täler der Oker, der Leine und Innerste von dem Extremhochwassereignis betroffen.
Als Folge des Februarhochwassers brach auch der Deich der Emscher in Gelsenkirchen im Einzugsgebiet des Rheins. Das Emscherwasser überflutete den Norden der Stadt.

## Chronologie

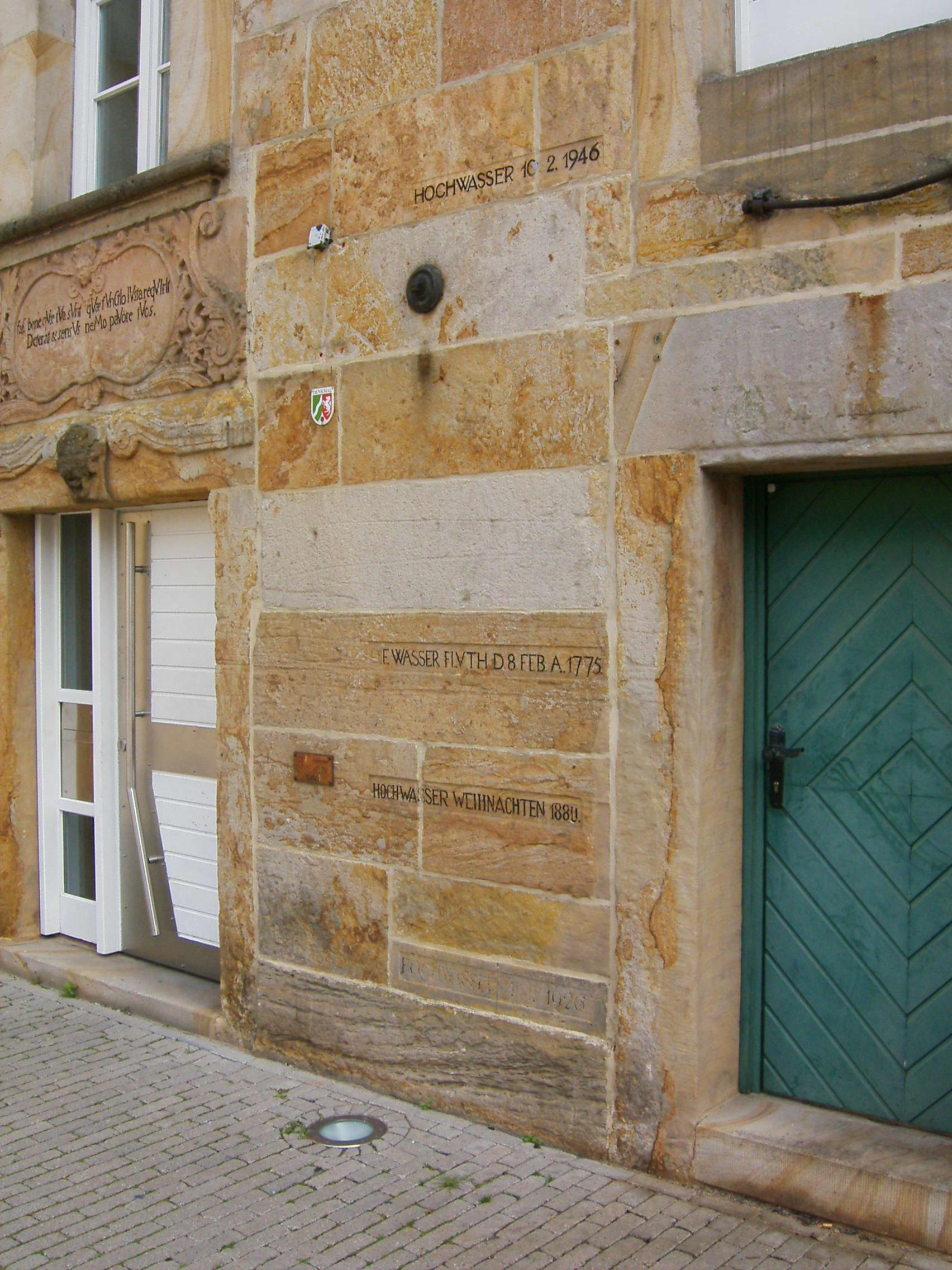
Hochwassermarken in Rheine, die oberste zu 1946

Im Februar 1946 kam es nach einer 14-tägigen Frostperiode mit gefrorenem Boden zu ungewöhnlich starken Regenfällen und Tauwetter. Im Ergebnis meldeten die meisten Pegel an der Ems und ihren Nebenflüssen im Februar 1946 Rekordstände.
Bereits im Oberlauf der Ems kam es zu einem Extremhochwasser. In der Nacht vom 7. auf den 8. Februar 1946 überschwemmte die Dalke, ein rechter Nebenfluss der Ems, einen Großteil der Fläche Güterslohs.
Am 9. Februar 1946 wurde am Pegel Greven ein Stand von 9,17 m gemessen. Der zuvor höchste gemessene Pegelstand betrug (im Jahr 1890) 7,90 m.
Am Pegel Rheine Unterschleuse wurde am 10. Februar 1946 ein Abfluss von 1030 m³/s gemessen. Der mehrjährige mittlere Hochwasserabfluss (MHQ) lag damals bei 228 m³/s. Bis 2017 wurde in Rheine kein höherer Pegelstand (10,13 m) als 1946 gemessen.
Eine kritische Stelle bildete der Emsabschnitt bei Hanekenfähr. Dort zweigt der Dortmund-Ems-Kanal von der Ems ab und verläuft über mehrere Kilometer parallel zu dieser nach Lingen. Zugleich mündet hier der Ems-Vechte-Kanal in das Flusssystem. Noch komplexer wurde die Situation im Februar 1946 dadurch, dass die Trümmer der im Jahr 1945 gesprengten Eisenbahnbrücke bei Hanekenfähr im Emswasser liegengeblieben waren. Am Wasserstraßenknotenpunkt Hanekenfähr staute sich am 11. Februar 1946 vor dem großen Emswehr und den Kanalschleusen eine gewaltige Flutwelle, die sich schließlich ihren Weg in den Dortmund-Ems-Kanal bahnte. Dafür waren die Kanaldämme aber nicht ausgelegt. Der Wasserpegel im Kanal stieg rasch an, Kanaldämme brachen. Dennoch erreichte ein Großteil der Wassermassen Lingen, dessen Innenstadt sie binnen kurzer Zeit 1,50 m hoch unter Wasser setzten.
In Meppen, wo die Hochwasserscheitel der Ems und der Hase am 12. Februar 1946 zeitgleich aufeinandertrafen, betrug der Pegelstand 4,79 m. Als zweithöchster Pegelstand war bis dahin (im Jahr 1926) 4,26 m gemessen worden. Oberhalb des Pegels an der Hasehubbrücke in Meppen hatte es kurz zuvor große Überschwemmungen gegeben, die den Wasserdruck am Messpegel verringerten.

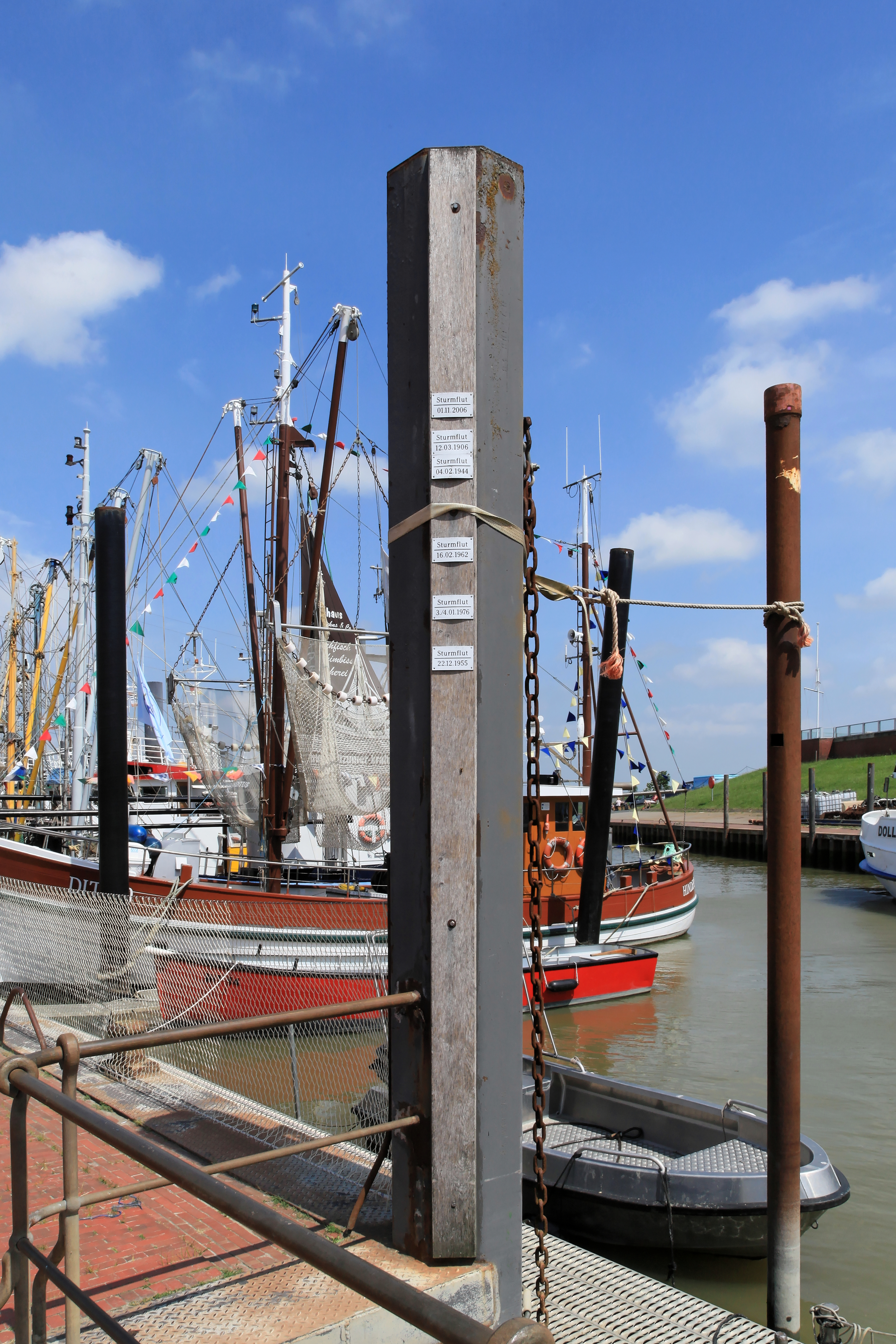
Hochwassermarkierungen im Hafen von Ditzum

Die Hauptflutwelle erreichte am 13. Februar 1946 vormittags Papenburg und nachmittags Leer sowie in der Nacht zum 14. Februar 1946 die Seeschleuse Emden. Ab Herbrum bildet die Ems ein Ästuar der Nordsee. Vor der Fertigstellung des Emssperrwerks bei Gandersum im Jahr 2002 bedeutete dies, dass das Wasser aus dem Binnenland zweimal täglich, nämlich in Flutphasen der Nordsee, durch das entgegenströmende Nordseewasser aufgehalten wurde, wodurch Staueffekte am Ende des Ästuars ausgelöst wurden. Erst seit 2002 ist es möglich, den Hochwasserscheitel der Ems bis zum Emssperrwerk bei Flut unbehindert meerwärts fließen zu lassen.
Der Markierungspfahl in Ditzum im Ästuar der Ems berücksichtigt bei den ausgewählten Markierungen keine Pegelhöchststände, die durch Abflüsse aus dem Binnenland verursacht wurden, sondern ausschließlich durch Sturmfluten verursachte.
Insgesamt dauerte das Hochwasser 21 Tage an.

## Schäden
Dämme und Deiche brachen, Menschen und Vieh wurden in ihren Häusern sowie Ställen vom Hochwasser überrascht und ohnehin knappe Nahrungsvorräte in der unmittelbaren Nachkriegszeit wurden vernichtet. Die Städte Münster, Rheine, Lingen und Meppen waren infolge des Hochwassers wochenlanger Überschwemmung ausgesetzt. 

## Ursachen der Hochwasserkatastrophe

### Wetterlage
Das Hochwasser, das Anfang Februar 1946 Teile von Nordrhein-Westfalen, Hessen, Thüringen und Niedersachsen heimsuchte, war in vielen Gewässern das höchste seit über 100 Jahren. Im Gegensatz zu anderen Winterhochwassern (1841, 1909, 1926), die als Schneeschmelzhochwasser anzusehen sind, wurde dieses Hochwasserereignis fast ausschließlich durch Regen verursacht. Denn nach einer zwölf Tage andauernden Frostperiode im Januar 1946 in den Einzugsbereichen von Ems und Weser hatte bereits am 28. Januar 1946 Tauwetter eingesetzt, so dass der bis zu diesem Zeitpunkt gefrorene, wasserundurchlässige Boden bis zum Anfang der Hochwasserkatastrophe ca. zwei Wochen lang auftauen konnte und selbst in höheren Lagen  kaum noch Schnee lag. Die das Katastrophenereignis auslösenden Niederschläge entwickelten sich an der Nordgrenze der subtropischen Warmluft, die von Ende Januar bis zum 8. Februar in mehreren Wellen über Deutschland hinweglief.
Insgesamt fiel im Februar 1946 das Drei- bis Fünffache des langjährigen mittleren Februar-Niederschlags.

### Zustand der Hochwasserschutz-Infrastruktur
Der Zweite Weltkrieg zerstörte einen Großteil der Infrastruktur in Deutschland. Der Wettermeldedienst, bis zum Ende des Kriegs von der Luftwaffe betrieben, war von den Alliierten aufgelöst worden. Der Hochwasserwarndienst funktionierte ebenfalls nicht. Von Bedeutung für das Hochwassergebiet im Jahr 1946 war auch der Umstand, dass zahlreiche im Wasser der Ems und ihren Nebenflüssen liegengebliebene zerstörte Brücken (wie die oben erwähnte Eisenbahnbrücke bei Hanekenfähr) und andere Hindernisse in den Flussläufen das Wasser zusätzlich aufstauten. Auch infolge unterlassener Wartungsarbeiten und fehlender Investitionen in die Erneuerung ziviler Anlagen während des Kriegs waren viele Deiche und Wehre in einem maroden Zustand, der Deichbrüche und Überschwemmungen erleichterte.

## Lebensverhältnisse und Politik im Februar 1946
Die Katastrophe traf die Bevölkerung im Einzugsgebiet der Ems neun Monate nach Ende des Zweiten Weltkriegs besonders hart. Die Staatsgewalt über das damals noch formaljuristisch überwiegend zu Preußen (Provinzen Westfalen und Hannover) gehörende Einzugsgebiet der Ems, das (abgesehen von mündungsnahen Gebieten in den Niederlanden) vollständig in der britischen Besatzungszone Deutschlands lag, wurde von den Organen der britischen Besatzungsmacht ausgeübt, die für ihre Angehörigen bereits vor Februar 1946 knappen Wohnraum auch nach der Flutkatastrophe für sich beanspruchte. Die allgemeine Wohnungsnot in der Nachkriegszeit und der hochwasserbedingte Wohnraummangel wurden dadurch verschärft, dass die Städte und Gemeinden im Einzugsgebiet der Ems in großer Zahl Flüchtlingen und Evakuierten Wohnraum bereitstellen mussten. Ebenso wurde die im Jahr 1946 ohnehin bestehende Knappheit an Lebensmitteln und Gebrauchsgütern dadurch verstärkt, dass diese als Folge des Hochwassers unbrauchbar geworden waren oder verloren gingen.
Die Situation im Februar 1946 verkomplizierte sich im Einzugsgebiet der Ems dadurch, dass die Briten 1945 weite Teile im Westen der preußischen Provinz Hannover zur polnischen Besatzungszone erklärt hatten. Dessen Hauptstadt war das in Maczkow umbenannte Haren (Ems). Die Polen hatten Häuser in ihrer Hauptstadt beschlagnahmt. Deren deutschen Eigentümer stellten bei ihrer Rückkehr nach Haren fest, dass ihre Häuser „unter ihren polnischen Bewohnern schwer gelitten [hatten]. Nicht nur unter den Schäden durch das Hochwasser, die entweder gar nicht oder nur unzureichend beseitigt worden waren.“